# Red Vaughan Tremmel
Red Vaughan Tremmel (* 1970 in Chicago) ist eine US-amerikanische Historikerin, Installations- und Videokünstlerin.

## Leben und Werk
Red Vaughan Tremmel studierte und promovierte in Geschichte der Vereinigten Staaten an der University of Chicago und ist Professorin an der Tulane University. 2012 gründete sie das Büro für Genderforschung an der Tulane University. Sie ist Regisseurin und Co-Produzent des Films Exotic World and the Burlesque Revival (2012). In Zusammenarbeit mit Ruth Robbins erarbeitete sie die Installation Subjects of Desire: Relics of Resistance, die 2012 auf der dOCUMENTA (13) gezeigt wurde.